# Bañón
Bañón (aragónul Banyón) település Spanyolországban, Teruel tartományban. Bañón Calamocha, Caminreal, Rubielos de la Cérida, Torrijo del Campo, Cosa és Fuentes Claras községekkel határos. Lakosainak száma 155 fő (2024).

## Népesség
A település lakosságának változását az alábbi diagram mutatja:
| Lakosok száma | 177  | 174  | 166  | 171  | 162  | 154  | 149  | 144  | 157  | 155  |
|               | 2001 | 2004 | 2007 | 2009 | 2012 | 2014 | 2017 | 2019 | 2022 | 2024 |